# پیتون سی. مارچ
پیتون سی. مارچ (انگلیسی: Peyton C. March; ۲۷ دسامبر ۱۸۶۴ – ۱۳ آوریل ۱۹۵۵) فرد نظامی اهل ایالات متحده آمریکا بود.
وی همچنین برندهٔ جوایزی همچون ستاره نقره‌ای و لژیون دونور (افسر بزرگ) شده‌است.